# 安威古墳群

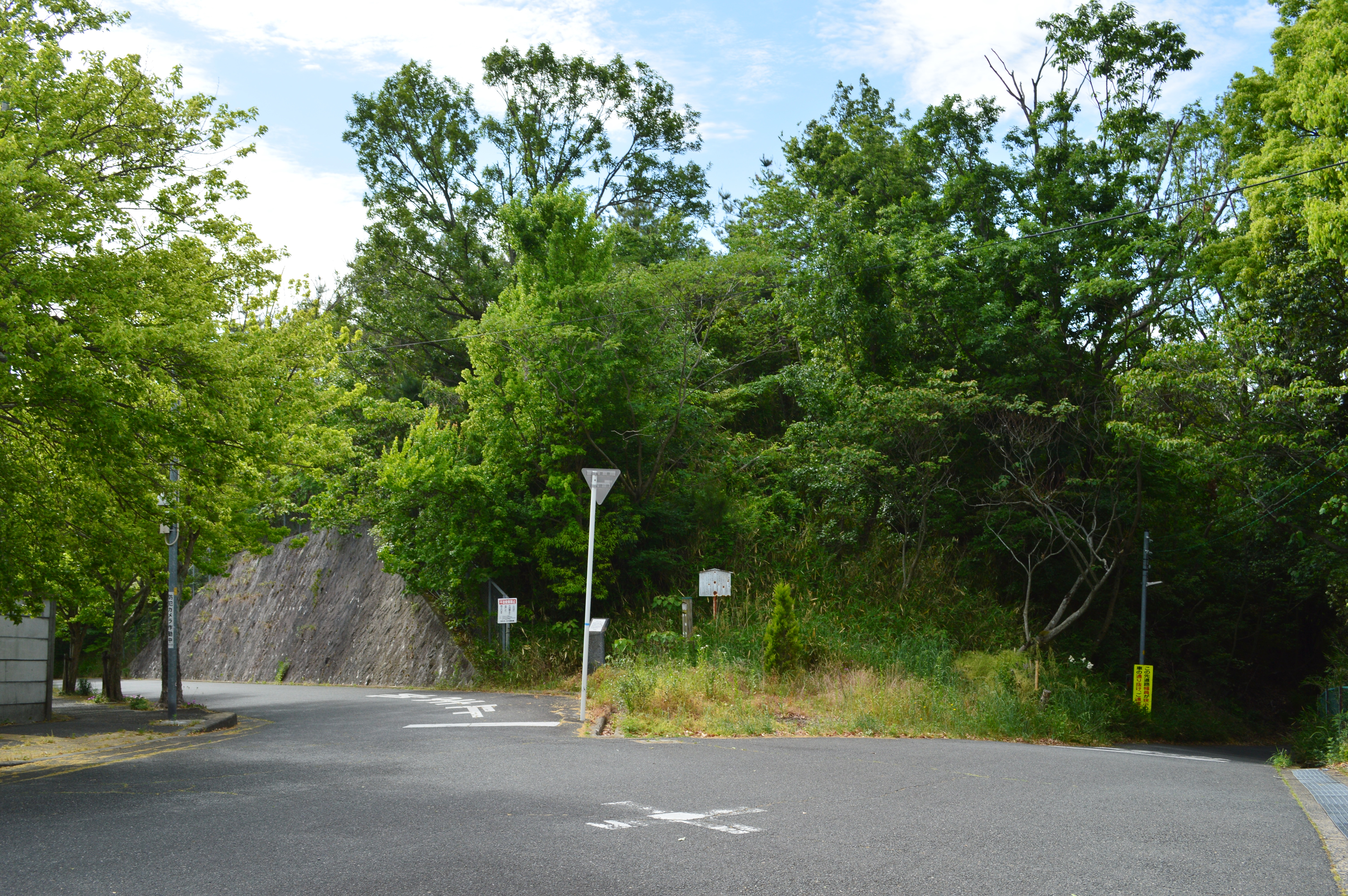
安威0号墳

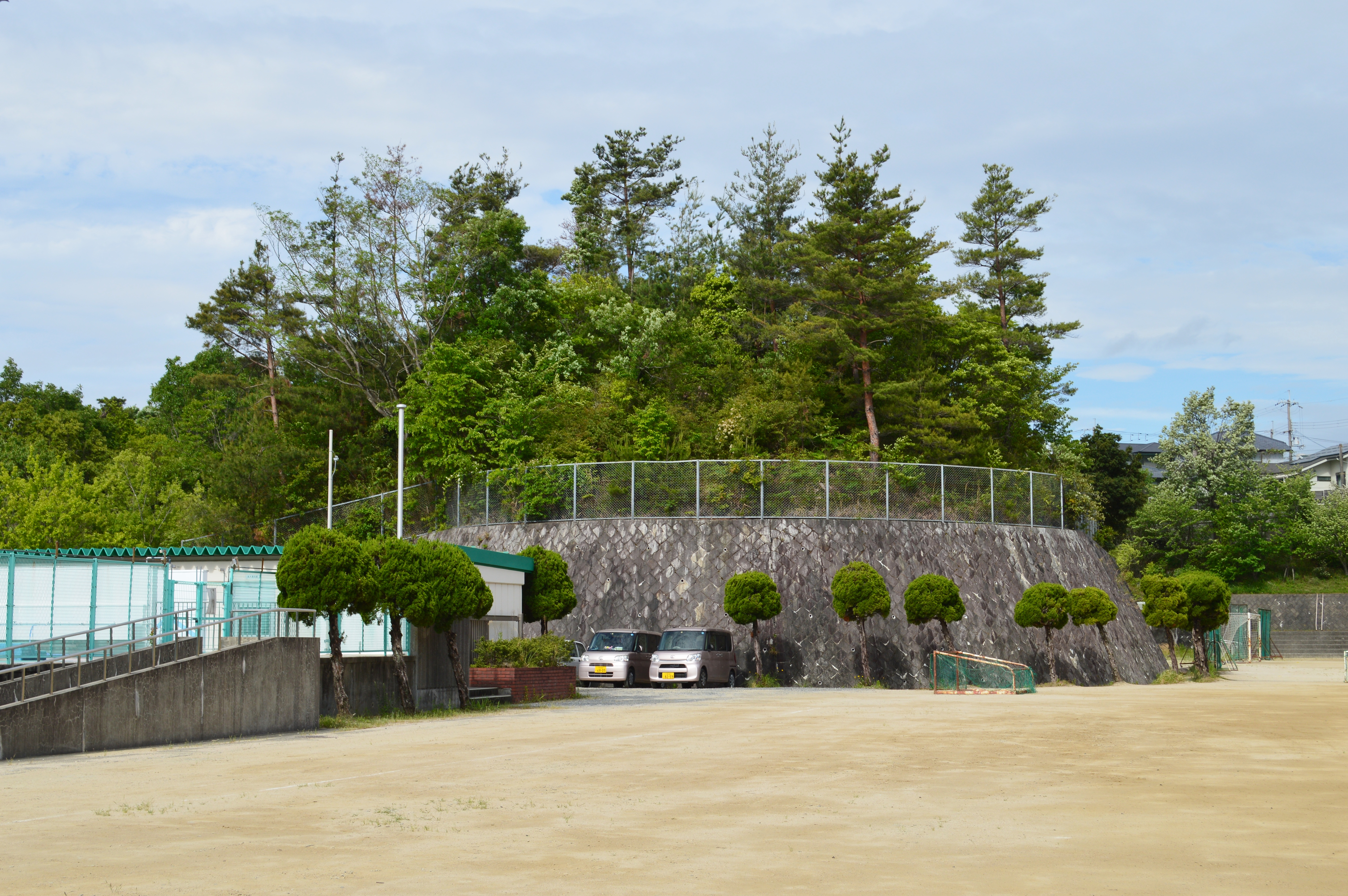
安威1号墳

安威古墳群（あいこふんぐん）は、大阪府茨木市安威にある古墳群。2基が茨木市指定史跡に指定され、銅鏡2面は茨木市指定有形文化財に指定されている。

## 概要

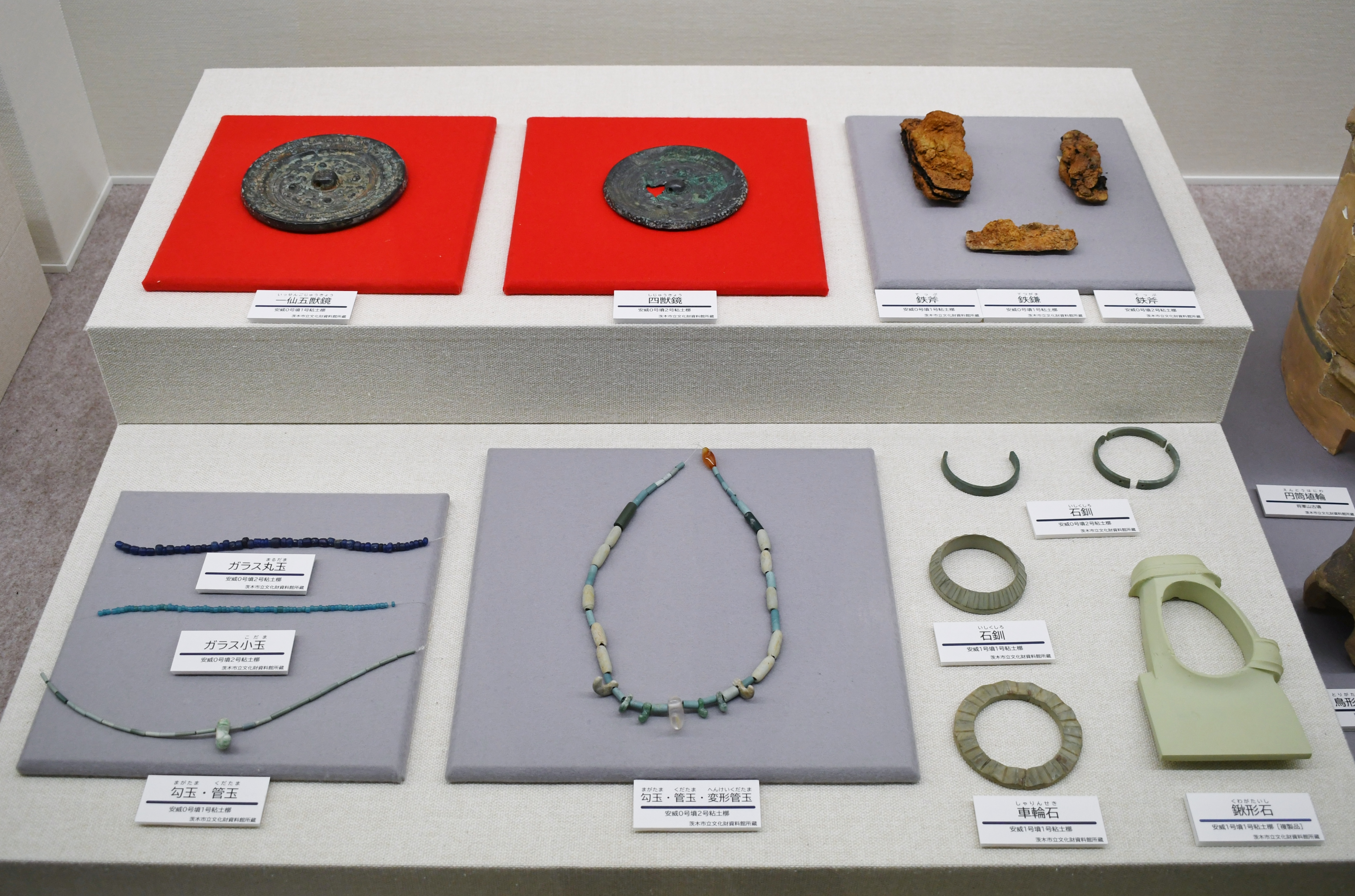
出土品茨木市立文化財資料館展示。

大阪府北部、安威川・佐保川の間の丘陵尾根上に築造された古墳群である。2008年（平成20年）時点で20基（0-19号墳）が確認され、前方後円墳1基（1号墳）のほかは円墳と推定される（近年の調査によれば5号墳も前方後円墳の可能性がある）。0・1号墳は1981年（昭和56年）に発掘調査が実施されている。
古墳群は尾根上に東西に分布し、西から東の順に築造されている。古墳群のうち最西端の0号墳は、最西端に所在する円墳で、直径15メートルを測る。埋葬施設は墳頂部における粘土槨2基で、1号粘土槨（割竹形木棺と推定）からは斜縁半肉刻一仙五獣帯鏡・玉類、2号粘土槨（割竹形木棺と推定）からは平縁半肉刻四獣鏡・石釧・玉類が出土している。1号墳は前方後円墳で、墳丘主軸を東西方向として墳丘長45メートル・高さ約5メートルを測る。墳丘外表では葺石のほか二重口縁の土師器壺が認められる。埋葬施設は後円部墳頂における粘土槨2基で、いずれも墳丘主軸と平行方向とし、1号粘土槨（南、割竹形木棺と推定）からは石釧・車輪石・鍬形石が出土しているが、2号粘土槨（北）は未調査である。その他の古墳については、12号墳で鉄刀・鉄鏃・馬具・須恵器の出土が知られるほかは詳らかでない。
築造時期は、0・1号墳は古墳時代前期、2号墳は古墳時代前期または中期と推定されるが、その他の古墳のほとんどは古墳時代後期の築造と推定される。古墳時代前期から後期まで連綿と営造された例として注目される古墳群であるが、前期と後期の間には空白期間があり、付近の将軍山古墳群と似た様相である点が注意される（前期古墳をランドマークとして後期古墳の墓域を設定か）。
0号墳・1号墳の古墳域は1998年（平成10年）に茨木市指定史跡に指定され、0号墳出土鏡は1997年（平成9年）に茨木市指定有形文化財に指定されている。

## 遺跡歴
- 1949年（昭和24年）、1号墳の部分的調査。1号墳1号粘土槨から石釧・車輪石出土[2][4]。
- 1959年（昭和34年）、1号墳1号粘土槨の西端付近で鍬形石採集[5][2]。
- 1981年（昭和56年）、0・1号墳の発掘調査。0号墳粘土槨2基から副葬品出土[5][2]。
- 1997年（平成9年）9月1日、0号墳出土鏡2面が茨木市指定有形文化財に指定。
- 1998年（平成10年）4月1日、0号墳・1号墳が茨木市指定史跡に指定。
- 2002・2004年（平成14・16年）、地形測量調査（茨木市史編纂室、2008年に報告）[1]。

## 文化財

### 茨木市指定文化財
- 有形文化財

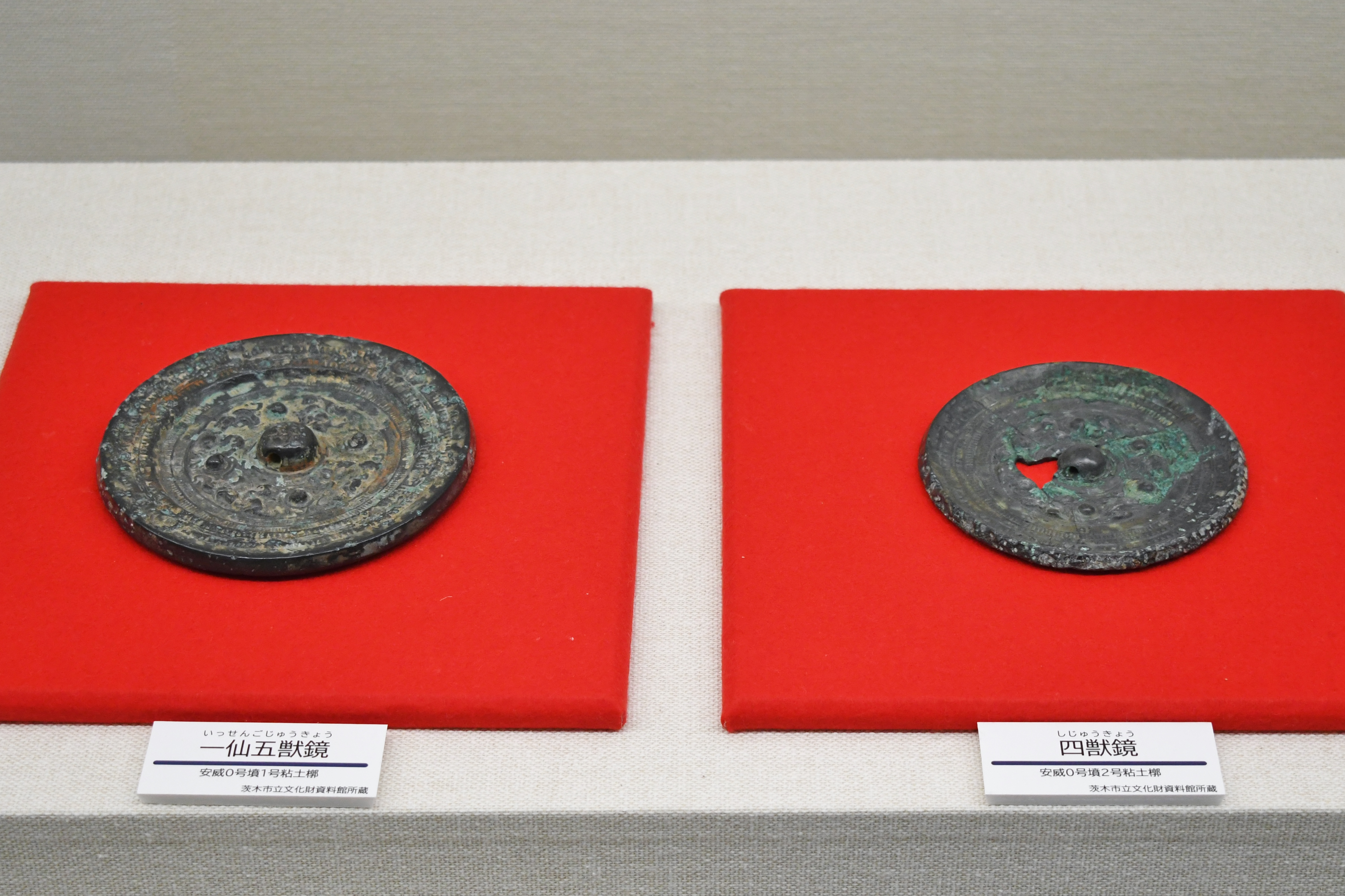
左：0号墳1号粘土槨 一仙五獣帯鏡
右：0号墳2号粘土槨 四獣鏡

  - 平縁半肉刻四獣鏡（考古資料） - 安威0号墳2号粘土槨内出土。直径14.1センチメートルの中国鏡。茨木市立文化財資料館保管。1997年（平成9年）9月1日指定（考古資料第1号）[7][6]。
  - 斜縁半肉刻一仙五獣帯鏡（考古資料） - 安威0号墳1号粘土槨内出土。直径12.4センチメートルの仿製鏡か。茨木市立文化財資料館保管。1997年（平成9年）9月1日指定（考古資料第2号）[8][6]。
- 史跡
  - 安威1号墳 - 1998年（平成10年）4月1日指定（史跡第1号）[9][6]。
  - 安威0号墳 - 1998年（平成10年）4月1日指定（史跡第2号）[10][6]。

## 関連施設
- 茨木市立文化財資料館（茨木市東奈良） - 安威古墳群の出土品を保管・展示。

## 関連文献
（記事執筆に使用していない関連文献）
- 『わがまち茨木』 古墳編、茨木市、1990年。
- 『新修茨木市史』 第7巻 史料編 考古、茨木市、2014年。